# Gironville-sur-Essonne
Gironville-sur-Essonne ist eine französische Gemeinde mit 762 Einwohnern (Stand: 1. Januar 2022) im Département Essonne in der Region Île-de-France. Sie gehört zum Arrondissement Évry und ist Mitglied im Gemeindeverband Communauté de communes des 2 Vallées. Die Einwohner werden Gironvillois und Gironvilloises genannt.

## Geographie
Gironville-sur-Essonne liegt etwa 53 Kilometer südlich von Paris am Fluss Essonne. Die Gemeinde liegt im Regionalen Naturpark Gâtinais français. Umgeben wird Gironville-sur-Essonne von den Nachbargemeinden Maisse im Norden, Buno-Bonnevaux im Osten, Prunay-sur-Essonne im Süden, Champmotteux im Süden und Südwesten, Mespuits im Westen sowie Valpuiseaux im Nordwesten.

## Bevölkerungsentwicklung
| 1962                       | 1968 | 1975 | 1982 | 1990 | 1999 | 2006 | 2019 |
| -------------------------- | ---- | ---- | ---- | ---- | ---- | ---- | ---- |
| 236                        | 236  | 230  | 510  | 574  | 641  | 764  | 766  |
| Quellen: Cassini und INSEE |      |      |      |      |      |      |      |

## Sehenswürdigkeiten
- Kirche Saint-Pierre, seit 1984 Monument historique
- Gutshof von Villeroy aus dem 16. Jahrhundert, Monument historique seit 1981

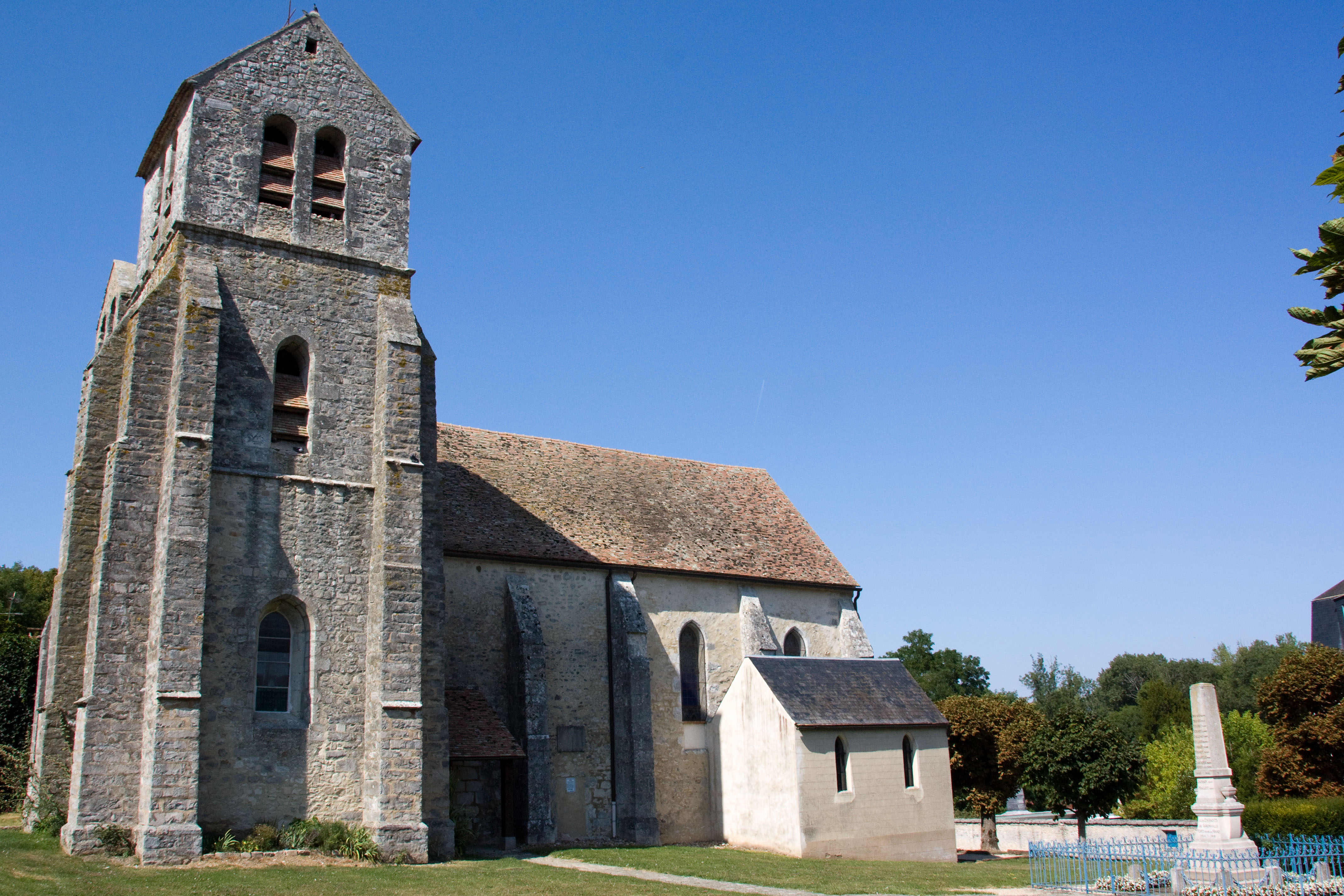
Kirche Saint-Pierre